# Wahlkreis Edinburgh South West
| Edinburgh South West |
| -------------------- |
| Edinburgh South West |
| Gebildet             |
| 2005                 |
| Abgeordneter         |
| Joanna Cherry (SNP)  |
| Regionen             |
| Edinburgh            |

Edinburgh South West ist ein Wahlkreis für das Britische Unterhaus. Er wurde 2005 geschaffen und deckt die südwestlichen Gebiete der Council Area Edinburgh ab. Der Wahlkreis entsendet einen Abgeordneten.
Vor den Wahlen im Jahre 1997 war Edinburgh in sechs Wahlkreise untergliedert, von denen mit Edinburgh East and Musselburgh einer auch die Stadt Musselburgh im benachbarten East Lothian umfasste. Im Zuge der Wahlkreisreform 2005 wurde die Anzahl der Wahlkreise in Edinburgh auf fünf reduziert, die jedoch alleinig die Council Area selbst abdecken. Edinburgh South West nahm dabei weite Teile des aufgelösten Wahlkreises Edinburgh Pentlands auf.

## Wahlergebnisse

### Unterhauswahlen 2005
| Ergebnisse der Unterhauswahlen 2005 | Ergebnisse der Unterhauswahlen 2005 | Ergebnisse der Unterhauswahlen 2005 | Ergebnisse der Unterhauswahlen 2005 |
| Partei                              | Kandidat                            | Stimmen                             | %                                   |
| ----------------------------------- | ----------------------------------- | ----------------------------------- | ----------------------------------- |
| Labour                              | Alistair Darling                    | 17.476                              | 39,8                                |
| Conservative                        | Gordon Buchan                       | 10.234                              | 23,3                                |
| Liberal Democrats                   | Simon Clark                         | 9252                                | 21,2                                |
| SNP                                 | Nick Elliott-Cannon                 | 4654                                | 10,6                                |
| Green                               | John Blair-Fish                     | 1520                                | 3,5                                 |
| Socialist                           | Pat Smith                           | 585                                 | 1,3                                 |
| UKIP                                | William Boys                        | 205                                 | 0,5                                 |

### Unterhauswahlen 2010
| Ergebnisse der Unterhauswahlen 2010 | Ergebnisse der Unterhauswahlen 2010 | Ergebnisse der Unterhauswahlen 2010 | Ergebnisse der Unterhauswahlen 2010 | Ergebnisse der Unterhauswahlen 2010 |
| Partei                              | Kandidat                            | Stimmen                             | %                                   | ±                                   |
| ----------------------------------- | ----------------------------------- | ----------------------------------- | ----------------------------------- | ----------------------------------- |
| Labour                              | Alistair Darling                    | 19.473                              | 42,8                                | +3,0                                |
| Conservative                        | Jason Rust                          | 11.026                              | 24,3                                | +1,0                                |
| Liberal Democrats                   | Tim McKay                           | 8194                                | 18,0                                | −3,2                                |
| SNP                                 | Kaukab Stewart                      | 5530                                | 12,2                                | +1,6                                |
| Green                               | Clare Cooney                        | 872                                 | 1,9                                 | −1,6                                |
| Socialist                           | Colin Fox                           | 319                                 | 0,7                                 | +0,7                                |
| Communist League                    | Caroline Bellamy                    | 48                                  | 0,1                                 | +0,1                                |

### Unterhauswahlen 2015
| Ergebnisse der Unterhauswahlen 2015 | Ergebnisse der Unterhauswahlen 2015 | Ergebnisse der Unterhauswahlen 2015 | Ergebnisse der Unterhauswahlen 2015 | Ergebnisse der Unterhauswahlen 2015 |
| Partei                              | Kandidat                            | Stimmen                             | %                                   | ±                                   |
| ----------------------------------- | ----------------------------------- | ----------------------------------- | ----------------------------------- | ----------------------------------- |
| SNP                                 | Joanna Cherry                       | 22.168                              | 43,0                                | +30,8                               |
| Labour                              | Ricky Henderson                     | 14.033                              | 27,2                                | −15,6                               |
| Conservative                        | Gordon Lindhurst                    | 10.444                              | 20,2                                | −4,1                                |
| Green                               | Richard Doherty                     | 1965                                | 3,8                                 | +1,9                                |
| Liberal Democrats                   | Dan Farthing-Sykes                  | 1920                                | 3,7                                 | −14,3                               |
| UKIP                                | Richard Lucas                       | 1072                                | 2,1                                 | +2,1                                |

### Unterhauswahlen 2017
| Ergebnisse der Unterhauswahlen 2017 | Ergebnisse der Unterhauswahlen 2017 | Ergebnisse der Unterhauswahlen 2017 | Ergebnisse der Unterhauswahlen 2017 | Ergebnisse der Unterhauswahlen 2017 |
| Partei                              | Kandidat                            | Stimmen                             | %                                   | ±                                   |
| ----------------------------------- | ----------------------------------- | ----------------------------------- | ----------------------------------- | ----------------------------------- |
| SNP                                 | Joanna Cherry                       | 17.575                              | 35,6                                | −7,4                                |
| Conservative                        | Miles Briggs                        | 16.478                              | 33,4                                | +13,2                               |
| Labour                              | Foysol Choudhury                    | 13.213                              | 26,8                                | −0,4                                |
| Liberal Democrats                   | Aisha Mir                           | 2124                                | 4,3                                 | +0,6                                |

### Unterhauswahlen 2019
| Ergebnisse der Unterhauswahlen 2019 | Ergebnisse der Unterhauswahlen 2019 | Ergebnisse der Unterhauswahlen 2019 | Ergebnisse der Unterhauswahlen 2019 | Ergebnisse der Unterhauswahlen 2019 |
| Partei                              | Kandidat                            | Stimmen                             | %                                   | ±                                   |
| ----------------------------------- | ----------------------------------- | ----------------------------------- | ----------------------------------- | ----------------------------------- |
| SNP                                 | Joanna Cherry                       | 24.830                              | 47,6                                | +12,0                               |
| Conservative                        | Callum Laidlaw                      | 12.848                              | 24,6                                | −8,8                                |
| Labour                              | Sophie Cooke                        | 7478                                | 14,3                                | −12,5                               |
| Liberal Democrats                   | Tom Inglis                          | 4971                                | 9,5                                 | +5,2                                |
| Green                               | Ben Parker                          | 1265                                | 2,4                                 | +2,4                                |
| Brexit Party                        | David Ballantine                    | 625                                 | 1,2                                 | +1,2                                |
| SDP                                 | Mev Brown                           | 114                                 | 0,2                                 | +0,2                                |